# Skins (Estados Unidos)
Skins (também chamada de Skins US) é uma série televisiva dramática adolescente americana. Originalmente criada por Bryan Elsley e Jamie Brittain, a série é uma adaptação da série britânica de mesmo nome. Estreou nos Estados Unidos pela MTV e no Canadá pelo The Movie Network e Movie Central no dia 17 de janeiro de 2011.

## Elenco
| Personagem          | Ator / Atriz       | Equivalente na versão Britânica |
| ------------------- | ------------------ | ------------------------------- |
| Tony Snyder         | James Newman       | Tony Stonem                     |
| Chris Collins       | Jesse Carere       | Chris Miles                     |
| Cadie Campbell      | Britne Oldford     | Cassie Ainsworth                |
| Stanley Lucerne     | Daniel Flaherty    | Sid Jenkins                     |
| Daisy Valero        | Camille Cresencia  | Jal Fazer                       |
| Michelle Richardson | Rachel Thevenard   | Michelle Richardson             |
| Abbud Siddiqui      | Ron Mustafaa       | Anwar Kharral                   |
| Tea Marvelli        | Sofia Black D'Elia | Maxxie Oliver                   |

## Cancelamento
Em 9 de junho, foi anunciado que a MTV cancelou o show porque não estava se conectando Skins para o público E.U.A. junto com a controvérsia que foi com ele. Bryan Elsley defendeu o conteúdo do programa como não muito controverso, "Mas uma tentativa séria de se nas raízes da vida dos jovens". Há também investigações pendentes de exploração sexual de menores.

## Episódios
- Skins Us: 01 - Tony
- Skins Us: 02 - Tea
- Skins Us: 03 - Chris
- Skins Us: 04 - Cadie
- Skins Us: 05 - Stanley
- Skins Us: 06 - Abbud
- Skins Us: 07 - Michelle
- Skins Us: 08 - Daisy
- Skins Us: 09 - Tina
- Skins Us: 10 - Eura e Todos

## Ligações Externas
- Site Oficial